# María del Mar Rodríguez Carnero
María del Mar Rodríguez Carnero (Málaga, 18 de enero de 1975), conocida artísticamente como La Mari, es una cantante española, integrante del grupo Chambao.

## Trayectoria
La Mari es la vocalista de Chambao hasta que en el año 2005 comenzó a liderar en solitario el grupo.
En marzo de 2005 se le diagnosticó un cáncer de mama. Tres meses después de que la intervinieran quirúrgicamente, logró superar el cáncer y continuó con el resto de sus compañeros del grupo la promoción del disco, junto con una gira que duraría hasta octubre de 2006. Junto con una de sus hermanas, Aurora Rodríguez Carnero, ha escrito y publicado Enamorá de la vida, aunque a veces duela. Con cáncer también se crece, un libro en el que cuenta su experiencia personal sobre la enfermedad.
Con el disco Con otro aire (2007), La Mari se sumerge en la producción junto a Bob Benozzo, Alejandro Acosta (dj y guitarra) y Roberto Cantero (flauta y saxo). Es un disco que se abre a oriente y a occidente, al norte y al sur manteniendo una sólida raíz mediterránea y sureña. Buscando otras influencias y latitudes en los sonidos frescos y étnicos en donde sus letras hablan de cosas que le influyen, preocupan y divierten: “la música es la sensación más cercana al sentimiento, al amor, a la libertad, es muy difícil definir con palabras, con etiquetas, y el ser humano tiende a etiquetar a todo lo que la mente no llega”.
A lo largo de su carrera comparte vivencias y colaboraciones con distintos grupos y artistas como Enrique Morente, Mojo Project, Miguel Campello, Macaco, Bebe, Estrella Morente, Jarabe de Palo, Javier Ruibal, Cesária Évora, Ricky Martin, Antonio Orozco, Tabletom, Peret, La Shica, La Mare, Miguel Ríos, Rosario Flores, Lila Downs, Estopa, Calima, Fuel Fandango, La Guardia, Mario Díaz, Ismael Serrano, etc. En 2008, colaboró con la ganadora del 50 Festival de Eurovisión, Helena Paparizou con la que realizó un dueto de su canción ya editada en España, Papeles mojados.
En 2009 recibe la Medalla de Andalucía.
Su trayectoria como vocalista al frente de la banda malagueña Chambao, continúa con "Chambao", el álbum de nombre homónimo que sale a la venta en 2012, un disco que se lanza coincidiendo con el décimo aniversario de la aparición del grupo y que tiene una significación especial. “Desde que nacemos, todo lo que uno respira, siente, piensa y vive en general le hace cambiar, desde las vivencias personales hasta la voz; es inevitable y necesario para conocerse y disfrutar”, afirma La Mari.
En noviembre de 2012, además de su nominación a los Latin Grammy en la categoría de mejor álbum vocal pop contemporáneo, La Mari también participó en la Gala Homenaje a la Persona de Año en los Latin Grammy, en esta ocasión Caetano Veloso, interpretando la canción “Onde O Rio E Mais Baiano”.
En septiembre de 2013, celebrando el décimo aniversario de Chambao, La Mari lanza un nuevo disco que cuenta con las nuevas versiones de sus mejores canciones. En él participan artistas como Nneka, la familia Morente, Javier Ruibal, Totó la Momposina,... y un segundo CD con algunas de las colaboraciones de la artista con otros músicos como Rosario Flores, Pau Donés (Jarabe de Palo), Peret,...
En estos últimos tiempos, la carrera de Mª del Mar Rodríguez (La Mari) continúa cargada de colaboraciones con numerosos artistas como Ara Malikian, Vanesa Martín o Antonio Lizana entre otros, así como la participación junto a Sole Giménez, Pastora Soler, Leonor Watling,... en el audiolibro "Avanzadoras", un proyecto en el que Oxfam Intermón rinde homenaje a doce mujeres de países subdesarrollados y en vías de desarrollo que se han enfrentado a la discriminación y han logrado cambiar sus vidas y las de otras mujeres.
Recientemente La Mari de Chambao ha licenciado parte de su obra en Cuba con la Empresa de Grabaciones y Ediciones Musicales (EGREM), donando todos los beneficios que se obtengan a una entidad cubana que trabaja e investiga sobre el cáncer de mama.
En estos momentos Chambao está ultimando los preparativos para sacar a la venta su nuevo álbum de estudio de la mano del productor Eduardo Cabra (Calle 13), el próximo mes de abril de 2016, en el que contará con la participación de grandes instrumentistas y voces del momento.

## Discografía
Con Chambao
- Flamenco Chill (2002)
- Endorfinas en la mente (2004)
- Chambao en privado (2004)
- Pokito a poko (2005)
- Caminando 2001-2006 (2006)
- Con otro aire (2007)
- En el fin del mundo (2009)
- Chambao (2012)
- 10 Años Around The World (2013)
- Nuevo ciclo (2016)
- De Chambao a La Mari: Último concierto (2018)
- En la Cresta del Ahora (2023)
- Lucha de gigantes. (2018)

## Premios y reconocimientos
- Premios AECC "Mujer y Coraje" (2006)
- Premios Puerta de Andalucía (2007)
- Medalla de Oro de la Junta de Andalucía (2009)
- Medalla de oro de la provincia de Málaga (2009)
- Pregonera Carnaval de Málaga (2009)
- Premio "Semilla" concedido por el Área de Desarrollo del Ayto. de Gordoncillo-León-Por su trayectoria profesional y personal y en ambas tener esencia de semilla y aportar frutos a la sociedad-2012
- Premio Galeno concedido por el Colegio Oficial de Médicos de Málaga (2016) por ser un ejemplo de esfuerzo, fortaleza y superación animando a tantas personas a afrontar la enfermedad con valentía y tranquilidad.